# Czechoslovakian International 1987
Die Czechoslovakian International 1987 im Badminton fanden vom 2. bis zum 4. Oktober 1987 in Prag statt. Es war das erste Turnier des neu installierten EBU Circuits. Der Austragungsort war die Sporthalle TJ Spoje Praha.

## Sieger und Platzierte
| Disziplin    | Gold                             | Silber                          | Bronze                              |
| ------------ | -------------------------------- | ------------------------------- | ----------------------------------- |
| Herreneinzel | Michal Malý                      | Heinz Fischer                   | Klaus Fischer                       |
| Herreneinzel | Michal Malý                      | Heinz Fischer                   | Evgeniy Kravchenko                  |
| Dameneinzel  | Bożena Siemieniec                | Bożena Haracz                   | Ludmila Okuneva                     |
| Dameneinzel  | Bożena Siemieniec                | Bożena Haracz                   | Monika Cassens                      |
| Herrendoppel | Heinz Fischer Klaus Fischer      | Jerzy Dołhan Grzegorz Olchowik  | Michal Malý Karel Lakomý            |
| Herrendoppel | Heinz Fischer Klaus Fischer      | Jerzy Dołhan Grzegorz Olchowik  | Thomas Mundt Kai Abraham            |
| Damendoppel  | Monika Cassens Petra Michalowsky | Bożena Siemieniec Bożena Haracz | Judit Fejes Andrea Papp             |
| Damendoppel  | Monika Cassens Petra Michalowsky | Bożena Siemieniec Bożena Haracz | Diana Koleva Gergana Georgieva      |
| Mixed        | Thomas Mundt Monika Cassens      | Kai Abraham Petra Michalowsky   | Jerzy Dołhan Bożena Haracz          |
| Mixed        | Thomas Mundt Monika Cassens      | Kai Abraham Petra Michalowsky   | Grzegorz Olchowik Bożena Siemieniec |